# Lista de recifes e montanhas submarinas dos Açores

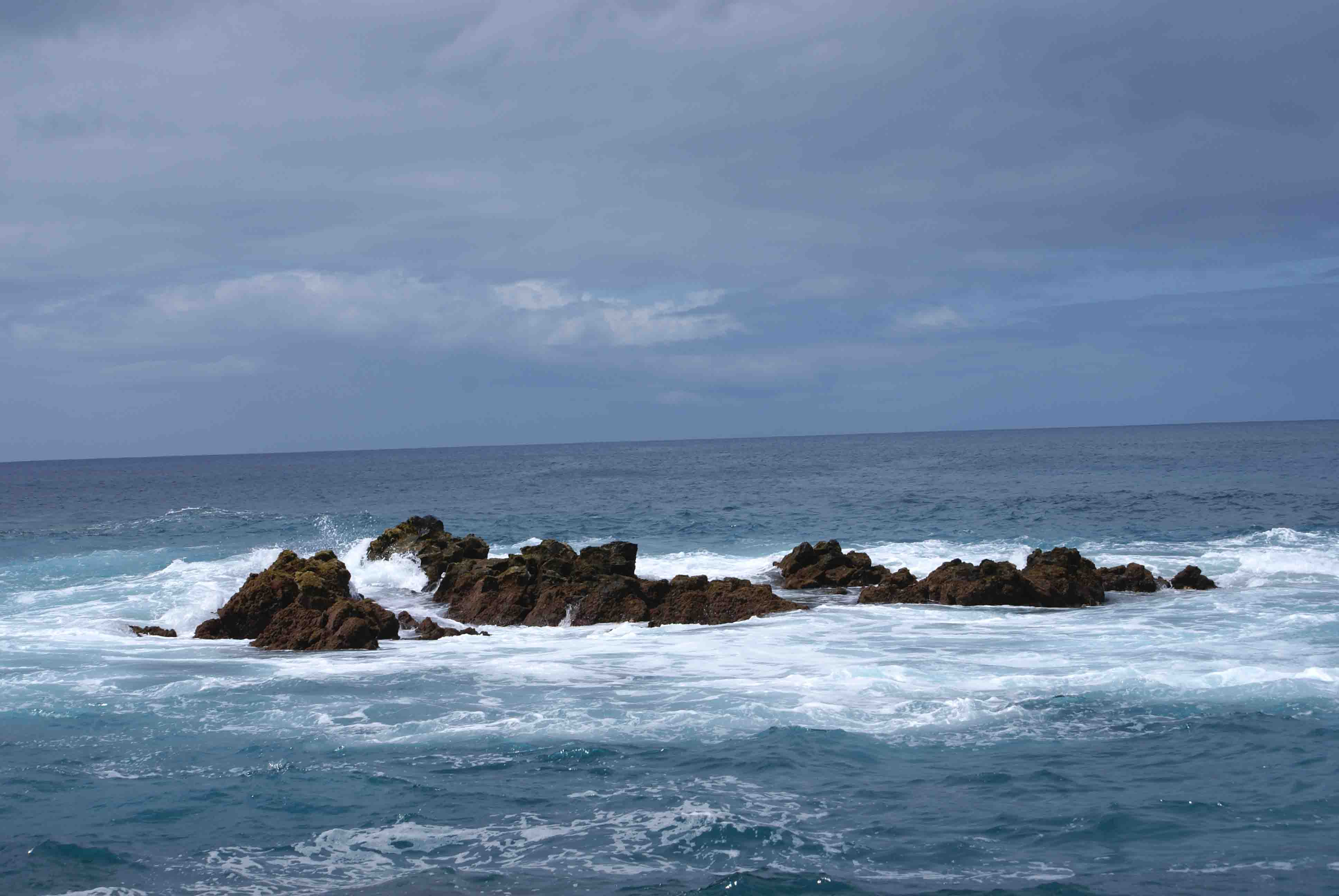
Afloramento rochoso da Baixa da Baía de Villa Maria, ilha Terceira.

Esta é uma lista de recifes e montanhas submarinas dos Açores, sua descrição e localização.

## Ilha do Pico
- Baixa do Sul (Canal entre a ilha do Pico e a ilha do Faial)
- Baixa do Norte (Canal entre a ilha do Pico e a ilha do Faial)
- Ilhéus da Madalena
- Baixa do Norte
- Baixa da Barca
- Cachorro
- Arco do Pocinho

## Ilha das Flores
- Baixa dos Morros
- Baixa Rasa do Lajedo
- Baixa de São Pedro
- Baixa do Escolar
- Baixa do Boqueirão
- Baixa do Fonseca
- Baixas de Fora do Porto das Poças
- Baixa do Amigo
- Baixa Rasa
- Cabeço do Garajau
- Ilhéu Alagado
- Ilhéu do Garajau
- Gruta do Galo
- Ponta da Caveira

## Ilha do Faial
- Banco Condor-Terra
- Banco Princesa Alice
- Entre-Montes
- Radares
- Boca das Caldeirinhas
- Gruta e Ilhéu Negro
- Baixa da Feteira

## Ilha do Corvo
- Gamela
- Baixa do Buraco
- Caneiro dos Meros
- Ponta do Topo
- Moldinho

## Ilha Graciosa
- Restinga do Freire
- Ilhéu do Carapacho
- Naufrágio Terceirense
- Baixa do Pesqueiro Longo
- Baixa do Ferreiro

## Ilha Terceira
- Fontes Hidrotermais e Montes Submarinos dos Açores
- Vulcão da Serreta
- Baixa da Serreta
- Banco D. João de Castro
- Baixa de Villa Maria
- Naufrágio do Lidador
- Cemitério das Âncoras
- Baixa das Cinco Ribeiras
- Calheta do Lagador
- Fradinhos
- Gruta do Ilhéu das Cabras

## Ilha de São Miguel
- Ilha Sabrina
- Baixa das Coroas - Mosteiros
- Dori
- Baixa do Espelho
- Arcos do Cruseiro
- Baixa do Alternador
- Baixa do Paulos
- Panela
- Baixa das Castanhetas
- Arcos do Hotel
- Arcos da Caloura
- Galera - Este
- Ilhéu de Vila Franca
- Baixa Das Cracas - Ilhéu de VFC
- Cabeços do Ilhéu - VFC
- Baixa do Frade - Toca do Augusto

## Ilha de São Jorge
- Baixa da Ponta dos Rosais
- Baixa da Urzelina
- Morro Norte (Velas)
- Entre Morros (Velas)
- Morro da Calheta
- Morro de Lemos
- Ilhéu do Topo
- Pesqueiro Alto

## Ilha de Santa Maria
- Dollabarat
- Ilhéus das Formigas
- Tartaruga
- Banco João Lopes
- Supermercado dos Badejos
- Caverna da Maia
- Pedrinha
- Baixa dos Badejos
- Ilhéu do Mar da Barca